# 機内販売

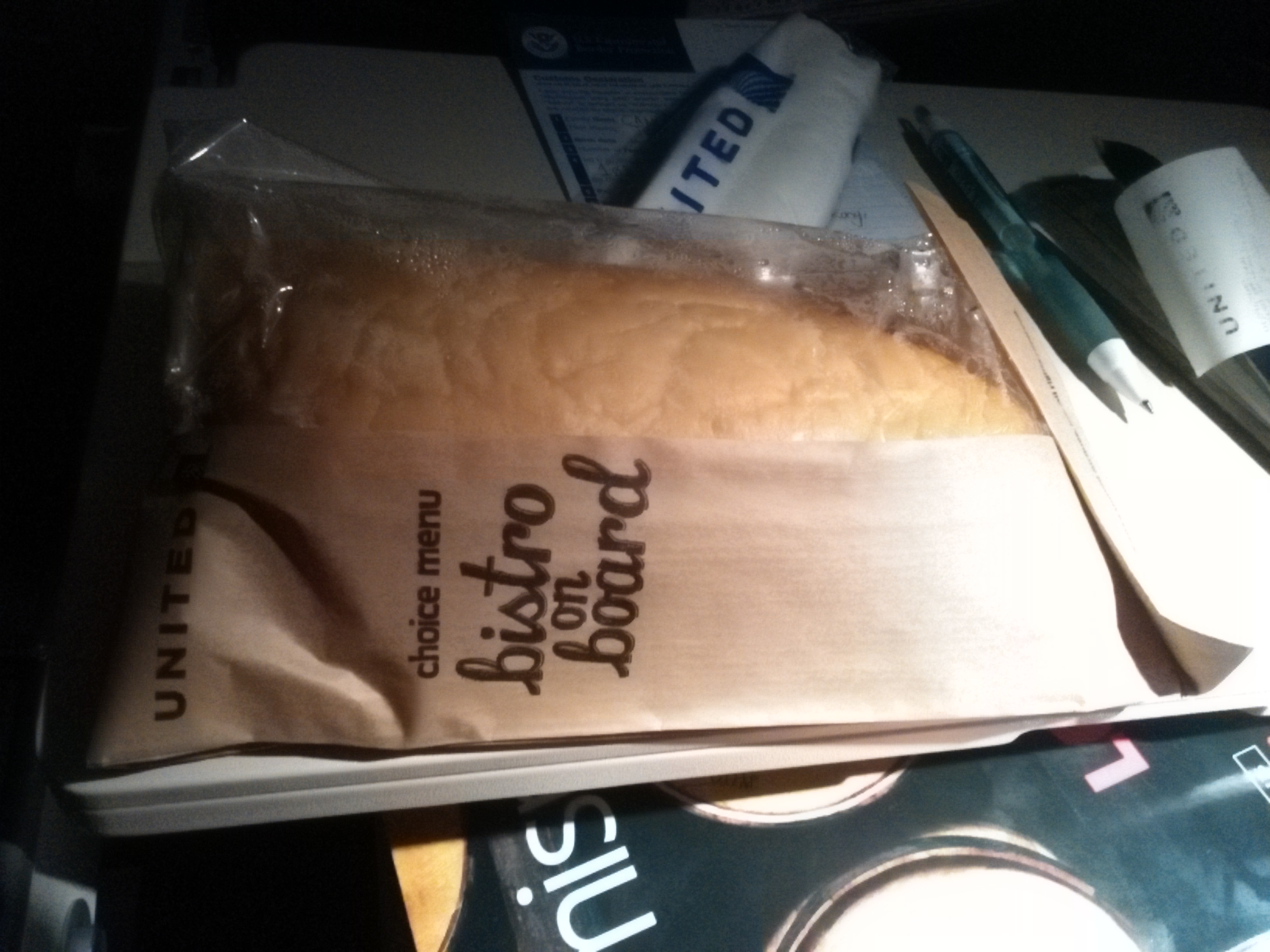
A United Airlines Bistro on Board sandwich

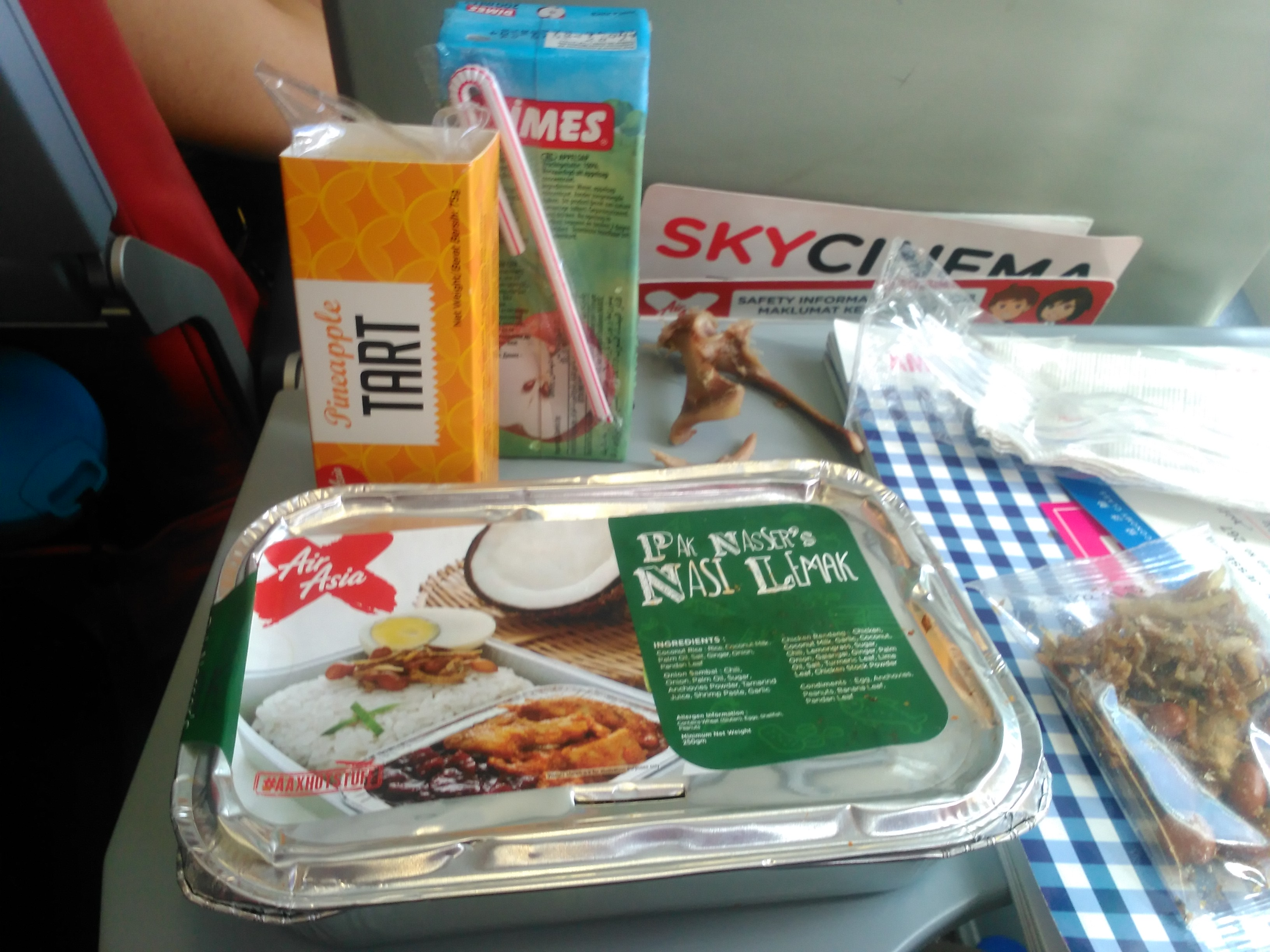
エアアジア Xのパック・ナッサーのナシ・レマク

機内販売（きないはんばい）とは、旅客機の機内で航空会社が物品を販売することである。
航行中に客室乗務員が販売員を兼務する。

昨今では各航空会社間の競争が厳しくなったため、収益向上策として機内販売に力を入れており、機内誌とは別に機内販売品のカタログを備え付けてある航空会社がほとんどである。

## 購入方法
- 離陸してから着陸態勢に入るまでの航行中に購入可能である。
- 座席近くに商品カタログ（毎月更新）が配置され、それをもとに乗客が座席で客室乗務員に購入依頼をする。
- 現金、クレジットカード、航空会社発行のクーポン券等により支払いをする。
- 客室乗務員の手によってラッピングを施された商品が受け渡される。
- 機内での販売の他、航空会社のウェブサイト、購入専用ハガキを送付することによる通信販売でも購入可能な航空会社もある。

## 販売される物品の例
大手航空会社では、ブランド物の時計、バッグ、財布、アクセサリ、香水、ペン、化粧品など、航空会社のオリジナル商品であることが多く、機内販売のみの限定商品も扱うこともある。また国際線では、酒・煙草など免税品の販売も行われている。
格安航空会社では、酒・ソフトドリンクや軽食も販売することがある（運賃を少しでも安くするため、機内食を別料金にすることも多い）。